# نودنز
نودنز (انگلیسی: Nodens) در اسطوره‌شناسی سلتی خدای شفابخش است که در بریتانیای پیشاتاریخ پرستش می‌شد. اگرچه هیچ تصویر فیزیکی از او باقی نمانده‌است، پلاک‌های نذری یافت شده در زیارتگاهی در لیدنی پارک (گلاسترشر) نشان‌دهنده ارتباط او با سگ‌ها است، جانوری که با نمادهای شفابخش در دوران باستان مرتبط است. این خدا تنها در یک مکان دیگر، در کوکرسند ماس (لانکاشر) شناخته شده‌است. او در بیشتر کتیبه‌ها با اسطوره‌شناسی روم مارس (اسطوره) (به‌عنوان یک شفادهنده و نه به‌عنوان یک جنگ‌جو) برابر بود و در نفرین با [سیلوانوس] (خدای شکارچی) همراه بود.